# Peter Oosterhuis
Peter Oosterhuis (Lambeth, Inglaterra; 3 de mayo de 1948 – 2 de mayo de 2024) fue un golfista profesional y comentarista deportivo inglés.

## Carrera deportiva
Oosterhuis participó en el circuito europeo (1969-1974), ganó diez torneos y el Harry Vardon Trophy por liderar la Orden al Mérito cuatro años consecutivos (1971-1974). Desde 1975 jugó en el PGA Tour, ganó el Canadian Open en 1981, fue dos veces subcampeón del Open Championship (1974 y 1982). Luego pasó a ser analista de golf para TV inicialmente en Europa y luego trabajó para la TV de Estados Unidos.

## Títulos

### Amateur
- Berkshire Trophy:[3] 1966
- British Youths Open Amateur Championship:[4] 1966

### PGA Tour (1)
| N.º | Fecha               | Torneo        | Marcador             | Margen de victoria | Finalista                                |
| --- | ------------------- | ------------- | -------------------- | ------------------ | ---------------------------------------- |
| 1   | 2 de agosto de 1981 | Canadian Open | −4 (69-69-72-70=280) | 1 golpe            | Bruce Lietzke, Jack Nicklaus, Andy North |

PGA Tour playoff (0–1)
| N.º | Año  | Torneo        | Rival     | Resultado                              |
| --- | ---- | ------------- | --------- | -------------------------------------- |
| 1   | 1974 | Monsanto Open | Lee Elder | Perdió con un birdie en el cuarto hoyo |

- Fuente:[2][5]

### European Tour (7)
| N.º | Fecha                 | Torneo                         | Marcador              | Margen de victoria | Finalista                   |
| --- | --------------------- | ------------------------------ | --------------------- | ------------------ | --------------------------- |
| 1   | 13 de mayo de 1972    | Penfold-Bournemouth Tournament | +1 (72-70-72-71=285)  | Playoff            | Christy O'Connor Jnr        |
| 2   | 28 de abril de 1973   | Piccadilly Medal               | −6 (67)               | 6 golpes           | Terry Westbrook             |
| 3   | 3 de junio de 1973    | French Open                    | −4 (75-69-68-68=280)  | 1 golpe            | Tony Jacklin                |
| 4   | 25 de agosto de 1973  | Viyella PGA Championship       | −4 (69-69-70-72=280)  | 3 golpes           | Dale Hayes, Donald Swaelens |
| 5   | 5 de mayo de 1974     | French Open (2)                | +4 (71-72-68-73=284)  | 2 golpes           | Peter Townsend              |
| 6   | 20 de octubre de 1974 | Italian Open                   | −2 (37-72-70-70=249)* | 2 golpes           | Dale Hayes                  |
| 7   | 26 de octubre de 1974 | El Paraiso Open                | −4 (69-69-74=212)*    | Playoff            | Manuel Ballesteros          |

*Nota: El torneo se redujo de 54/63 hoyos por el clima.
- Fuente:[6]

European Tour playoff (2–1)
| N.º | Año  | Torneo                         | Rival                | Resultado                           |
| --- | ---- | ------------------------------ | -------------------- | ----------------------------------- |
| 1   | 1972 | Penfold-Bournemouth Tournament | Christy O'Connor Jnr | Ganó con birdie en el primer hoyo   |
| 2   | 1974 | German Open                    | Simon Owen           | Perdió con birdie en el primer hoyo |
| 3   | 1974 | El Paraiso Open                | Manuel Ballesteros   | Ganó con birdie en el primer hoyo   |

- Fuentes:[7][8][9]

### Southern Africa Tour (3)
| N.º | Fecha                   | Torneo                           | Marcador              | Margen de victoria | Finalista     |
| --- | ----------------------- | -------------------------------- | --------------------- | ------------------ | ------------- |
| 1   | 19 de diciembre de 1971 | Rhodesian Dunlop Masters         | −16 (68-67-69-68=272) | 3 golpes           | Tienie Britz  |
| 2   | 4 de marzo de 1972      | Glen Anil Classic                | −15 (68-66-67-72=273) | Playoff            | Hugh Baiocchi |
| 3   | 27 de enero de 1973     | Rothmans International Matchplay | 6 y 5                 | 6 y 5              | Gary Player   |

- Fuentes:[10][11][12]

Southern Africa Tour playoff (1–1)
| N.º | Año  | Torneo                      | Rival(es)                | Resultado                                                                      |
| --- | ---- | --------------------------- | ------------------------ | ------------------------------------------------------------------------------ |
| 1   | 1971 | Luyt Lager PGA Championship | Tienie Britz, Don Gammon | Britz ganó en el hoyo 18; Britz: −5 (67), Oosterhuis: −2 (70), Gammon: −1 (71) |
| 2   | 1972 | Glen Anil Classic           | Hugh Baiocchi            | Ganó con birdie en el segundo hoyo                                             |

- Fuente:[13][11]

### Circuito europeo (3)
| N.º | Fecha                | Torneo                      | Marcador        | Margen de victoria | Finalista                 |
| --- | -------------------- | --------------------------- | --------------- | ------------------ | ------------------------- |
| 1   | 22 de mayo de 1971   | Agfa-Gevaert Tournament     | 68-67-69-72=276 | 2 golpes           | Brian Barnes, David Huish |
| 2   | 29 de junio de 1971  | Sunbeam Electric Tournament | 67-65=132       | 4 golpes           | Peter Thomson             |
| 3   | 14 de agosto de 1971 | Piccadilly Medal            | Concedido       | Concedido          | Eric Brown                |

### Circuito sudafricano (3)
| N.º | Fecha                 | Torneo              | Marcador        | Margen de victoria | Finalista      | Ref    |
| --- | --------------------- | ------------------- | --------------- | ------------------ | -------------- | ------ |
| 1   | 14 de febrero de 1970 | General Motors Open | 70-65-75-75=285 | 2 golpes           | Gary Player    | [ 17 ] |
| 2   | 20 de febrero de 1971 | Transvaal Open      | 70-70-67-72=279 | 6 golpes           | Graham Henning | [ 18 ] |
| 3   | 6 de marzo de 1971    | Schoeman Park Open  | 67-67-65-68=267 | 3 golpes           | John Bland     | [ 19 ] |

### Caribbean Tour (1)
- 1973 Ford Maracaibo Open[20]

### Otras victorias (10)
- 1969 Sunningdale Foursomes (con Peter Benka),[21] Whitbread Trophy (con Nigel Paul)[22]
- 1970 Lord Derby’s Under-23 Professional Tournament,[23] Coca-Cola Young Professionals' Championship[24]
- 1971 Southern Professional Championship[25]
- 1972 Coca-Cola Young Professionals' Championship[26]
- 1974 Raleigh Cup (Guadalajara, México)[27]
- 1983 Spalding Invitational
- 1985 Spalding Invitational
- 1989 New Jersey PGA Championship

- Fuente:[28]

## Apariciones en torneos major
| Torneo                | 1968 | 1969 |
| --------------------- | ---- | ---- |
| Masters Tournament    |      |      |
| U.S. Open             |      |      |
| The Open Championship | CUT  | CUT  |
| PGA Championship      |      |      |

| Torneo                | 1970 | 1971 | 1972 | 1973 | 1974 | 1975 | 1976 | 1977 | 1978 | 1979 |
| --------------------- | ---- | ---- | ---- | ---- | ---- | ---- | ---- | ---- | ---- | ---- |
| Masters Tournament    |      | CUT  | T38  | T3   | T31  | CUT  | T23  | T46  | T14  | T34  |
| U.S. Open             |      |      |      |      |      | T7   | T55  | T10  | T27  |      |
| The Open Championship | T6   | T18  | T28  | T18  | 2    | T7   | T42  |      | 6    | T41  |
| PGA Championship      |      |      |      |      |      | T40  | T38  |      | T26  |      |

| Torneo                | 1980 | 1981 | 1982 | 1983 | 1984 | 1985 | 1986 |
| --------------------- | ---- | ---- | ---- | ---- | ---- | ---- | ---- |
| Masters Tournament    |      |      | T24  | T20  | CUT  |      |      |
| U.S. Open             |      |      | T30  | T50  | T25  | 56   | 69   |
| The Open Championship | T23  | CUT  | T2   | CUT  |      |      |      |
| PGA Championship      | CUT  | CUT  | T22  | T47  | CUT  |      |      |

 Top 10 
 No jugó 
CUT = No superó el corte

"T" = Empate
| Torneo                | Victorias | 2° | 3° | Top-5 | Top-10 | Top-25 | Eventos | Cortes hechos |
| --------------------- | --------- | -- | -- | ----- | ------ | ------ | ------- | ------------- |
| Masters Tournament    | 0         | 0  | 1  | 1     | 1      | 5      | 12      | 9             |
| U.S. Open             | 0         | 0  | 0  | 0     | 2      | 3      | 9       | 9             |
| The Open Championship | 0         | 2  | 0  | 2     | 5      | 8      | 15      | 11            |
| PGA Championship      | 0         | 0  | 0  | 0     | 0      | 1      | 8       | 5             |
| Totales               | 0         | 2  | 1  | 3     | 8      | 17     | 44      | 34            |

- Más ocasiones superando el corte – 16 (1975 U.S. Open – 1980 Open Championship)
- Mayor rache en el Top-10s – 2 (1975 U.S. Open – 1975 Open Championship)

- Fuente:[29]

## Apariciones por equipo
Amateur
- Boys' match v Continent of Europe (representó al equipo de Inglaterra & Escocia): 1964 (campeón),[30] 1965 (campeón)[31]
- England–Scotland boys match (representó a Inglaterra): 1964 (campeón),[32] 1965 (campeón)[33]
- England–Scotland youths match (representó a Inglaterra): 1966 (campeón),[34] 1967 (empate),[35] 1968[36]
- Men's Home Internationals (representó a Inglaterra): 1966 (campeón),[37] 1967,[38] 1968 (campeón)[39]
- EGA Trophy (representó a Reino Unido): 1967 (campeón),[40] 1968 (campeón)[41]
- Walker Cup (representó a Reino Unido): 1967[42]
- St Andrews Trophy (representó a Reino Unido): 1968 (campeón)[43]
- Eisenhower Trophy (representó a Reino Unido): 1968[44]

Profesional
- Ryder Cup (representó a Reino Unido/Europa): 1971, 1973, 1975, 1977, 1979, 1981[45]
- World Cup (representó a Inglaterra): 1971[46]
- Double Diamond International (representó a Inglaterra): 1973,[47] 1974 (campeón, capitán)[48]
- Sotogrande Match: (representó a Reino Unido): 1974 (campeón)[49]

## Tras el retiro
En 1994 Oosterhuis cue contratado para cubrir el PGA Tour para el canal británico Sky Sports además del Open Championship para BBC en 1996 y 1997. De 1995 a 1997, fue analista para Golf Channel en el European Tour. Desde 1998 Oosterhuis se unió como anunciador para CBS Sports.
Oosterhuis se retiró de su carrera como comentarista deportivo en 2015 luego de que anunciara que padecía la enfermedad de Alzheimer.

## Vida personal
Oosterhuis era hijo de padre neerlandés y madre inglesa. Estudió en Dulwich College. Se mudó a Charlotte, North Carolina junto a su segunda esposa Ruth Ann. Su hijo Rob también es golfista profesional.
En mayo de 2015 Oosterhuis anunció que batallaba con los primeros síntomas de la enfermedad de Alzheimer. Murió a causa de la enfermedad el 2 de mayo de 2024 a los 75 años.